# Palm Springs (Flórida)
Palm Springs é uma aldeia localizada no estado americano da Flórida, no condado de Palm Beach. Foi incorporada em 1957.

## Geografia
De acordo com o United States Census Bureau, a aldeia tem uma área de 8,6 km², onde 8,5 km² estão cobertos por terra e 0,1 km² por água.

### Localidades na vizinhança
O diagrama seguinte representa as localidades num raio de 8 km ao redor de Palm Springs.

## Demografia
Segundo o censo nacional de 2010, a sua população é de 18 928 habitantes e sua densidade populacional é de 2 214,6 hab/km². Possui 8 823 residências, que resulta em uma densidade de 1 032,3 residências/km².